# Lawrence Harvey
Lawrence Harvey (1973) è un ex calciatore britannico originario di Turks e Caicos, di ruolo centrocampista.

## Carriera

### Club
Ha cominciato la carriera nel 2003 con il KPMG United, militandovi per vari anni.

### Nazionale
Ha esordito in Nazionale nel 2004, anno in cui disputa 2 incontri validi per le qualificazioni ai Mondiali 2006.